# Łąki (Trzepowo)
Łąki (Łąkie kaszb. Łãkié) – część wsi Trzepowo w Polsce, położona w województwie pomorskim, w powiecie gdańskim, w gminie Przywidz, nad zachodnim brzegiem Jeziora Łąkie.
W latach 1975–1998 Łąki administracyjnie należały do województwa gdańskiego.